# Son of a Gun
«Son of a Gun» es una canción originalmente de la banda británica de rock: The Vaselines, lanzada originalmente en un EP homónimo en 1987, convirtiéndose en el primer lanzamiento oficial de la banda antes de lanzar su primer álbum de estudio. 
La canción fue lanzada posteriormente en las compilaciones The Way of the Vaselines: A Complete History y All the Stuff and More.... De acuerdo a Frances McKee, una de las compositoras de la canción, habla sobre "amor y sobre disparar tu arma".

## Versiones por otros artistas
La canción fue posteriormente versionada por Nirvana en 1990 para una sesión de la BBC con John Peel. Esta edición fue lanzada en el EP Hormoaning y en la compilación de rarezas Incesticide en 1992.
En 2004 fue versionada por el artista local Moffo.
La banda describió a "Son of a Gun" como "nuestra segunda canción favorita de The Vaselines", después de "Molly's Lips".